# دهستان پلان
دهستان پلان، یکی از دهستان‌های بخش پلان شهرستان چابهار در استان سیستان و بلوچستان ایران است. مرکز این دهستان، شهر پلان است.

## جمعیت
بر پایه سرشماری عمومی نفوس و مسکن در سال ۱۳۹۵، جمعیت دهستان پلان برابر با ۳۱٬۹۶۰ نفر بوده‌است.